# سکه‌های اشکانی

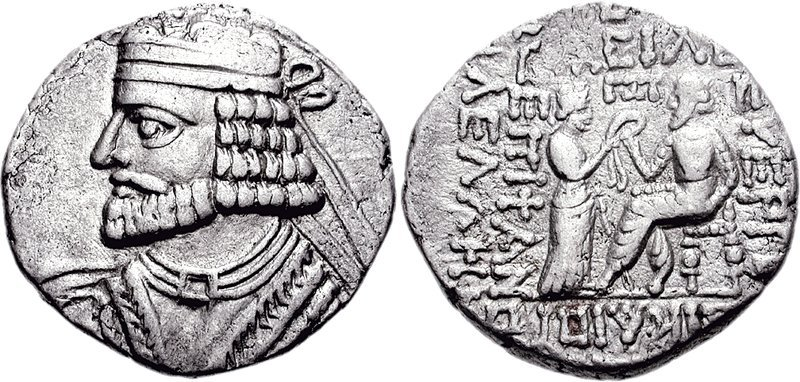
تترادراخمای شاهنشاه بلاش یکم اشکانی، ضرب سلوکیه

سکه‌های اشکانی در دامنه‌های شاهنشاهی اشکانی تولید و استفاده می‌شدند. سکه‌های ضرب شده توسط اشکانیان عمدتاً از نقره ساخته شده بود، و مقادیر رایج دراخما و تترادراخما بودند. تترادراخما که عموماً ۱۶ گرم وزن داشت، فقط در سلوکیه ضرب می‌شد. طرح‌های این سکه‌ها بر اساس سکه‌های سلوکی و هخامنشی بود.
یکی از منابع بسیار مهم و قابل استناد دورهٔ اشکانی، مجموعه سکه‌های شاهان اشکانی است که اطلاعات بسیاری در خصوص سیر تاریخی شاهان و همچنین مسائل اجتماعی، سیاسی و هنر این دوره به ما ارائه می‌کند. با توجه به این که پارت‌ها هیچ تجربه قبلی در ضرب سکه‌هایشان نداشتند، تهیه و ضرب سکه خود را به احتمال زیاد به مناطق یونانی در پارت، و دیگر نقاط تحت سلطه‌شان می‌سپردند که در آن‌ها ضرابخانه‌های محلی سلوکی فعال بودند. اشکانیان در طول دوران حکومت خود، از عناوین و القاب گسترده یونانی بر سکه‌هایشان استفاده می‌کردند. همچنین، بسیاری از نقوش روی سکه‌ها نیز تقلیدی از سکه‌های یونانی و سلوکی بوده‌است که پیش از آن در قلمرو حکومت سلوکی در گردش بود. بررسی پیکرنگاری این سکه‌ها و تغییراتی که در دوره‌های گوناگون بنا بر دلایل مختلف بر عناصر و جزئیات آن روی داده‌است، می‌تواند ما را در شناخت سبک‌های هنری و همچنین مسائل مربوط به پوشش این دوران و روش‌های تبلیغاتی پادشاهان برای کسب اعتماد و همراهی دولت‌های تابع‌شان یاری کند. شناسایی و گاهشماری سکه‌های اشکانی بسیار دشوار است، چرا که بسیاری از پادشاهان اشکانی نام بنیانگذار پادشاهی، یعنی ارشک را بر سکه‌هایشان آورده‌اند. در دوره اشکانی برای نخستین بار در میان پادشاهی‌های ایرانی نام یا نشان ضرابخانه‌ها بر سکه‌ها ظاهر می‌شوند که این موضوع می‌تواند بسیاری از مسائل این دوران، اعم از مسائل اقتصادی، جغرافیایی و سیاسی را روشن سازد. رفته رفته عناصر بومی، هم در نوشته‌ها، و هم در تصویرنگاری پشت و روی سکه‌های اشکانی پررنگ‌تر از پیش شد. تا قرن ۲ میلادی، اشکانیان با چند مورد استثناء، از متن‌های یونانی در ضرب سکه‌هایشان استفاده می‌کردند. همچنین عناوین رسمی آن‌ها نیز یونانی بود. شواهد بیشتری نیز از نوشته‌های روی سکه‌ها، به‌خصوص در سکه‌های ضرب شده از اواسط قرن دوم تا پایان قرن اول پیش از میلاد قابل دریافت است، که پادشاهان اشکانی تعداد بسیاری از عنوان‌ها را مورد استفاده قرار دادند. این عناوین، دربردارنده اهداف و کاربردهای گوناگونی بودند، که از آن جمله می‌توان به کاربرد سیاسی، خانوادگی و قومی، و همچنین ابعاد مذهبی اشاره کرد.

## نگارخانه

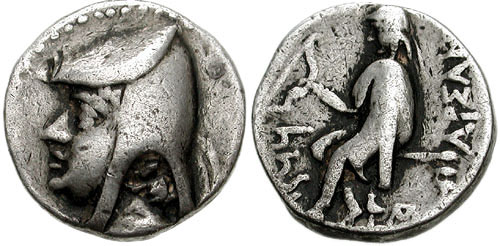
سکه نقره دراخما اشک (ارشک) یکم، نام پادشاه به خط یونانی روی سکه حک شده‌است.
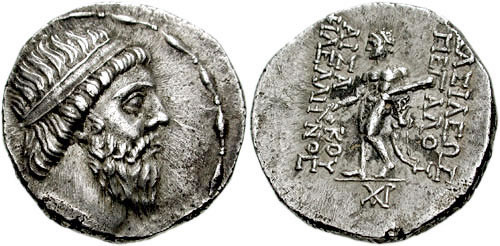
سکه نقره دراخما مهرداد یکم، به همراه ریش و سربند پادشاهی
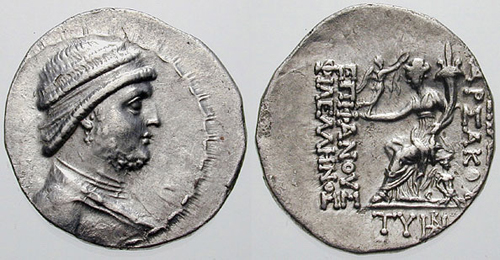
سکه نقره دراخما مهرداد دوم، تصویر نشسته نیکه الهه پیروزی
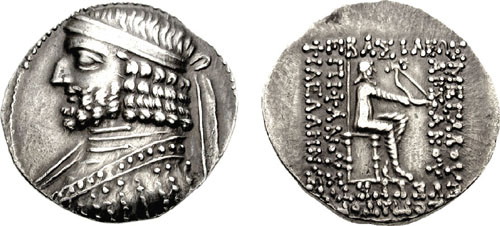
سکه ارد یکم
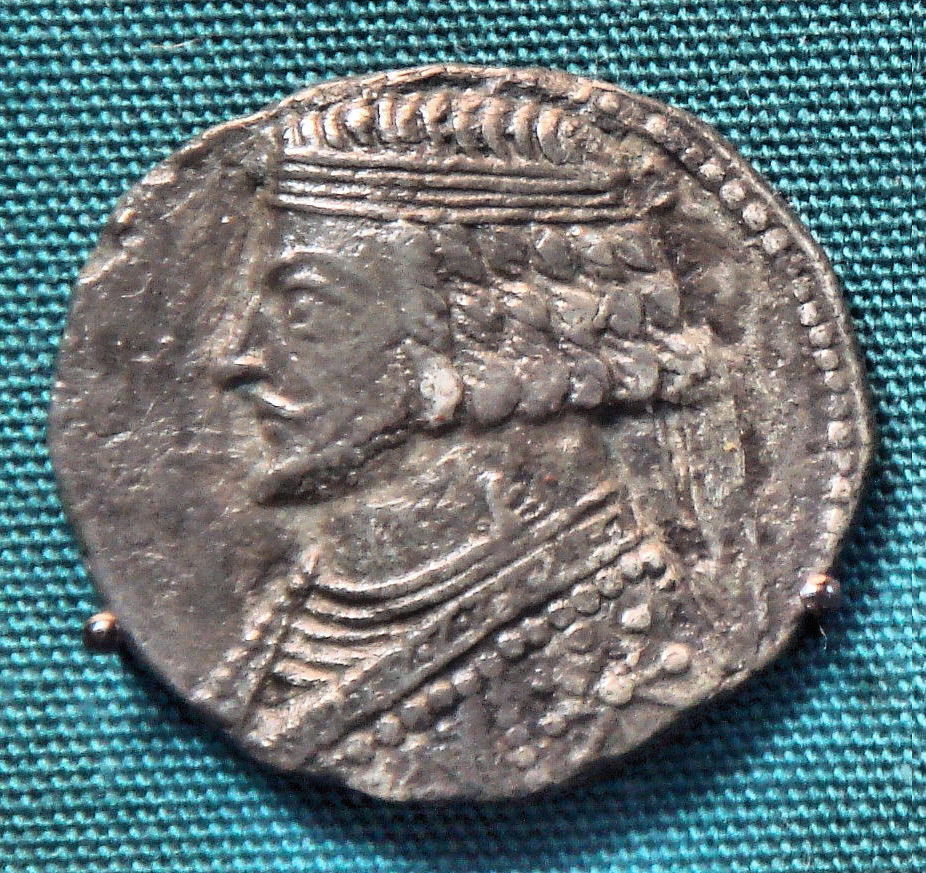
سکه فرهاد چهارم
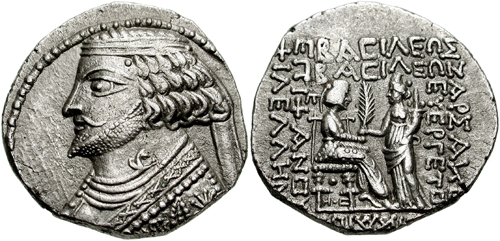
سکه فرهاد چهارم
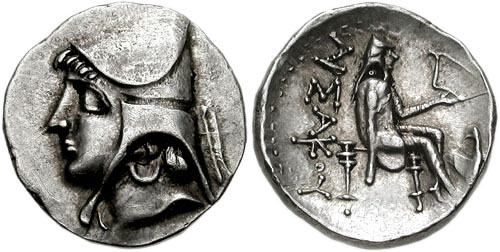
سکه اردوان یکم (اشک دوم)
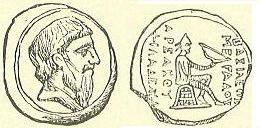
سکه فرهاد یکم
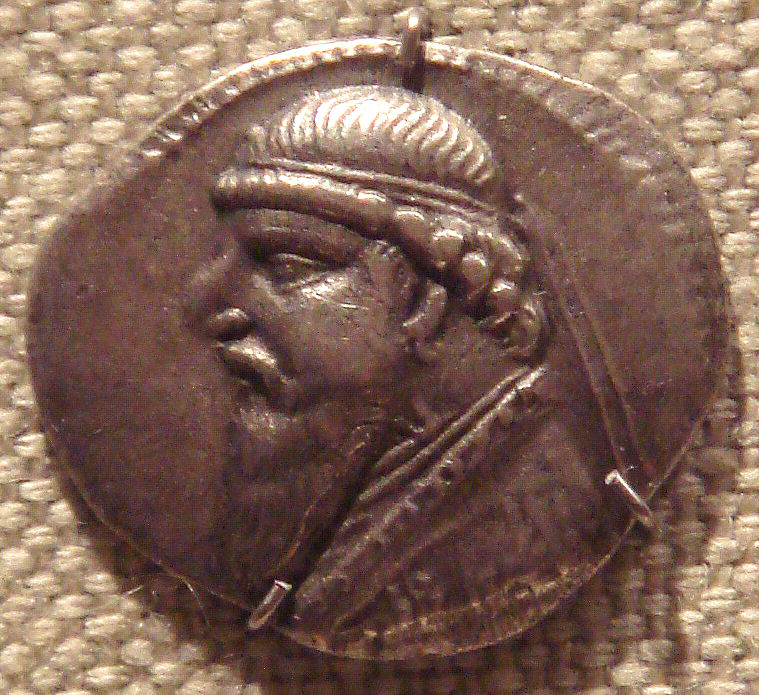
سکه مهرداد دوم
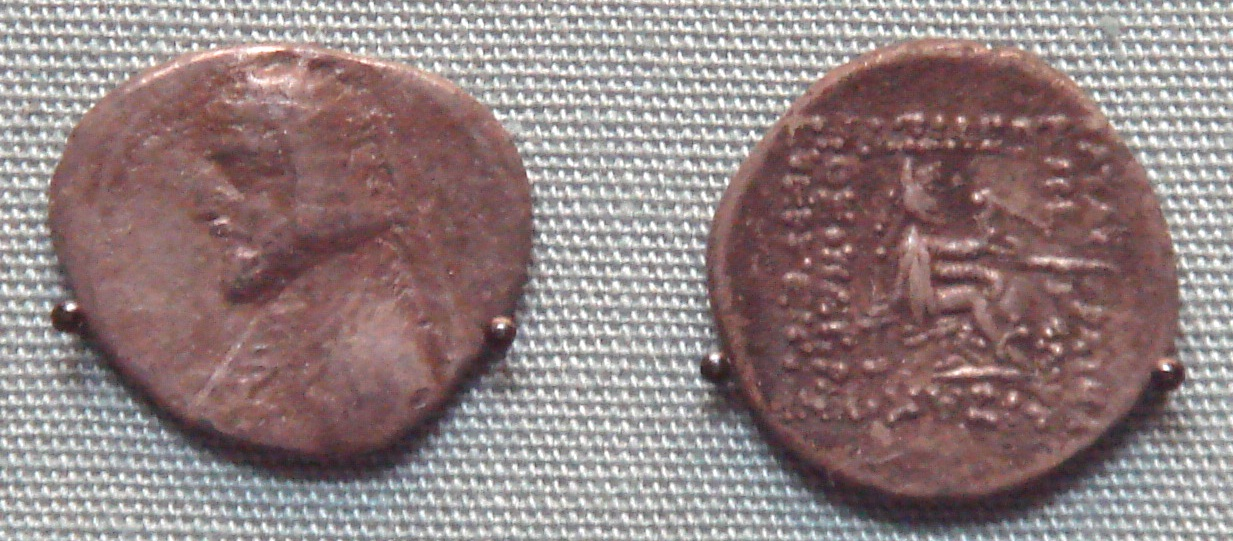
سکه گودرز یکم
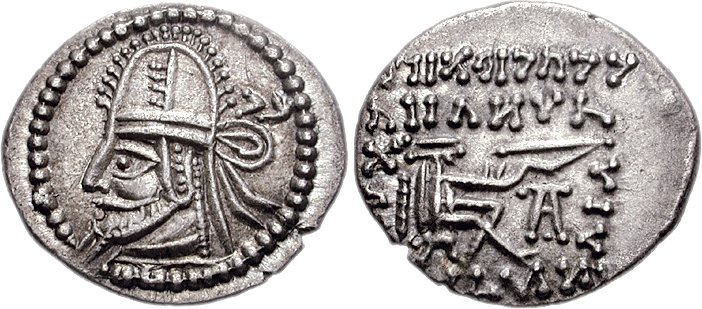
سکه اشک بیست و نهم
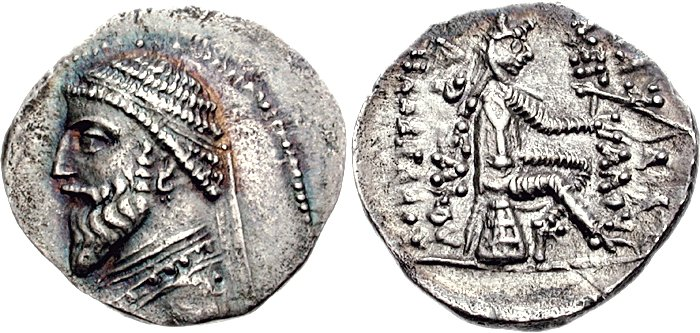
سکه اردوان یکم
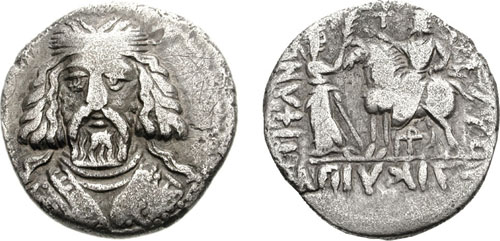
سکه اردوان دوم
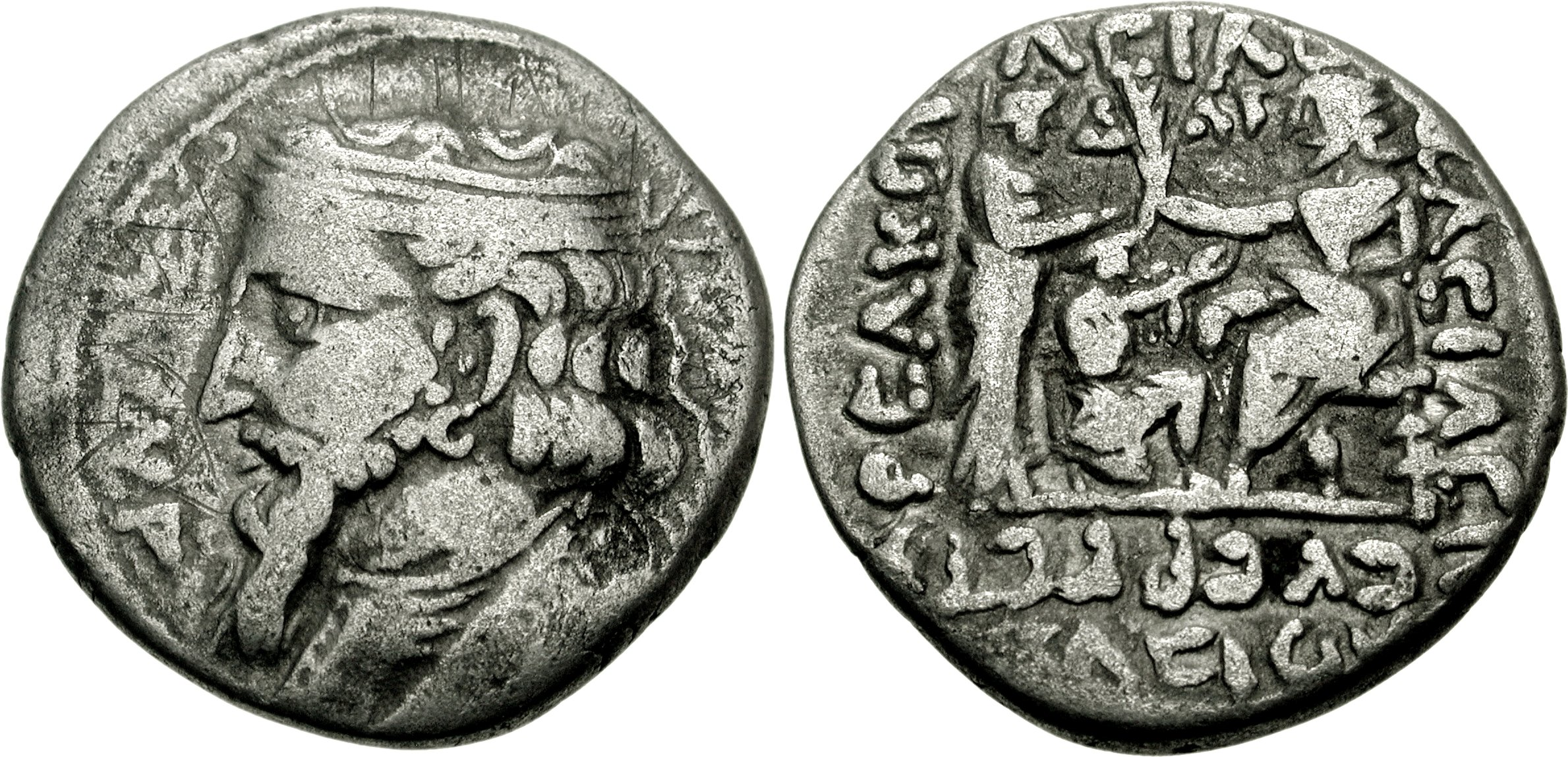
سکه اردوان سوم
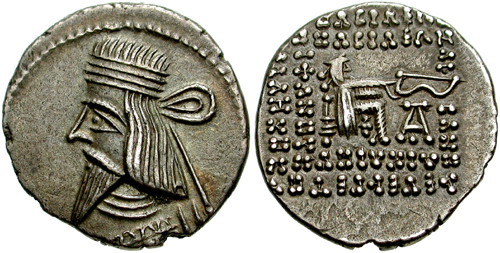
سکه‌ای دیگر از اردوان سوم
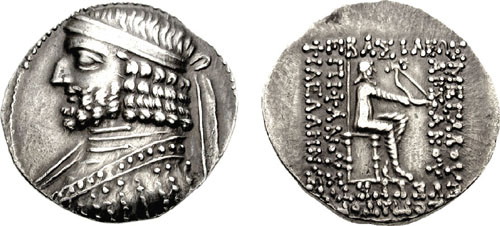
سکه ارد یکم
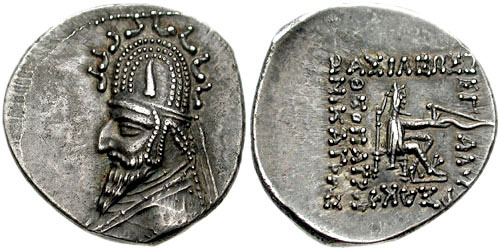
سکه سیناتروک
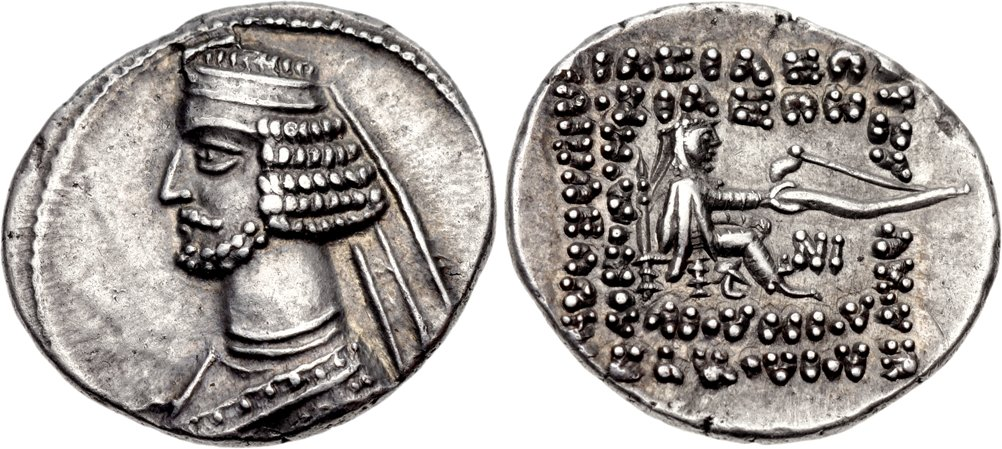
سکه ارد دوم
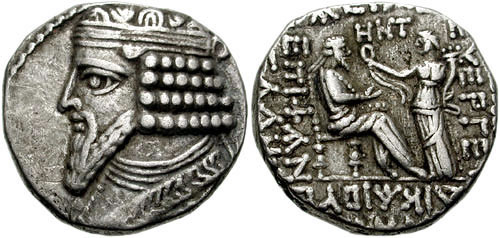
سکه گودرز دوم
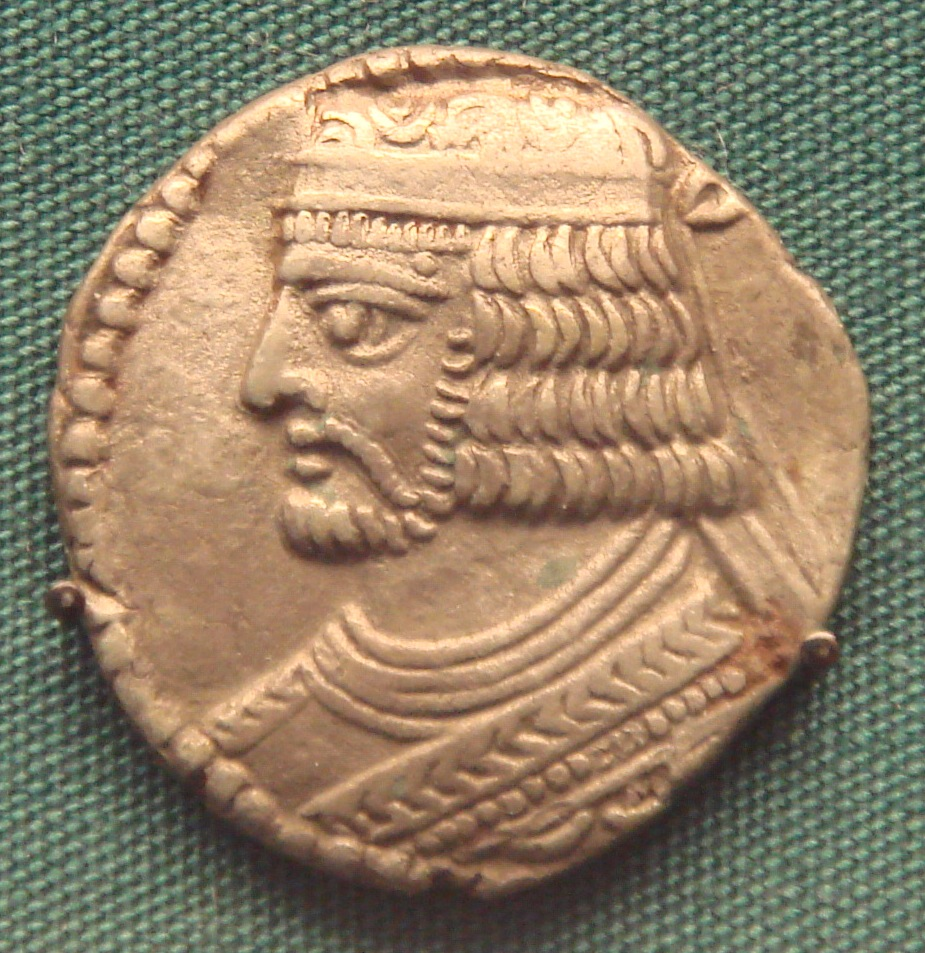
سکه‌ای دیگر از بلاش یکم
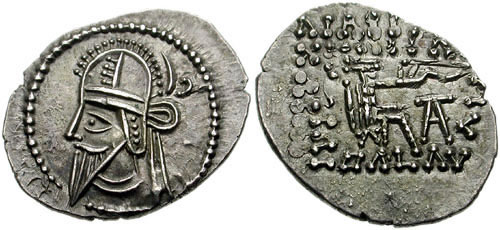
سکه بلاش ششم
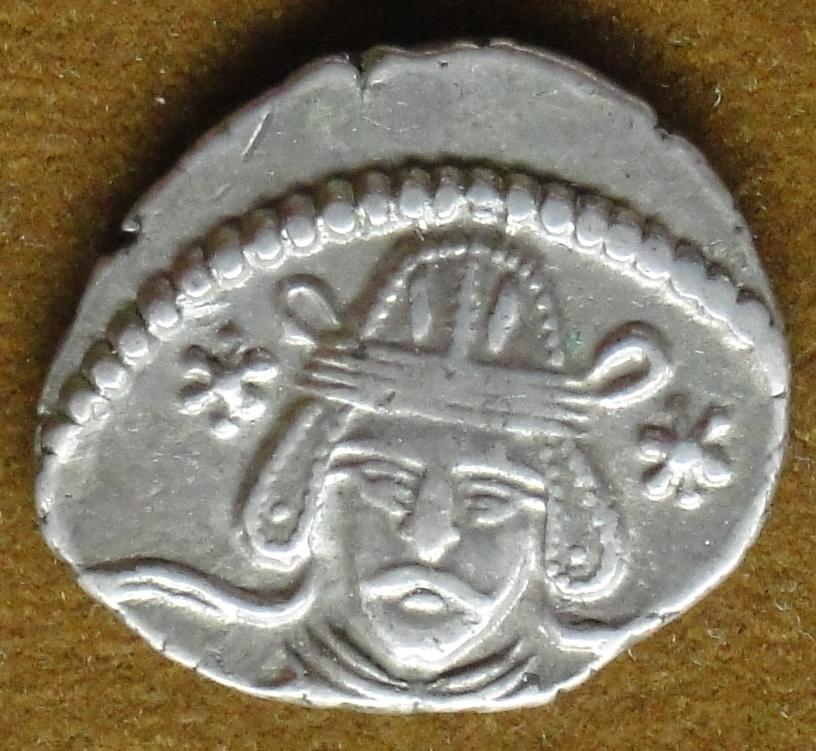
سکه نقره بهنام دوم
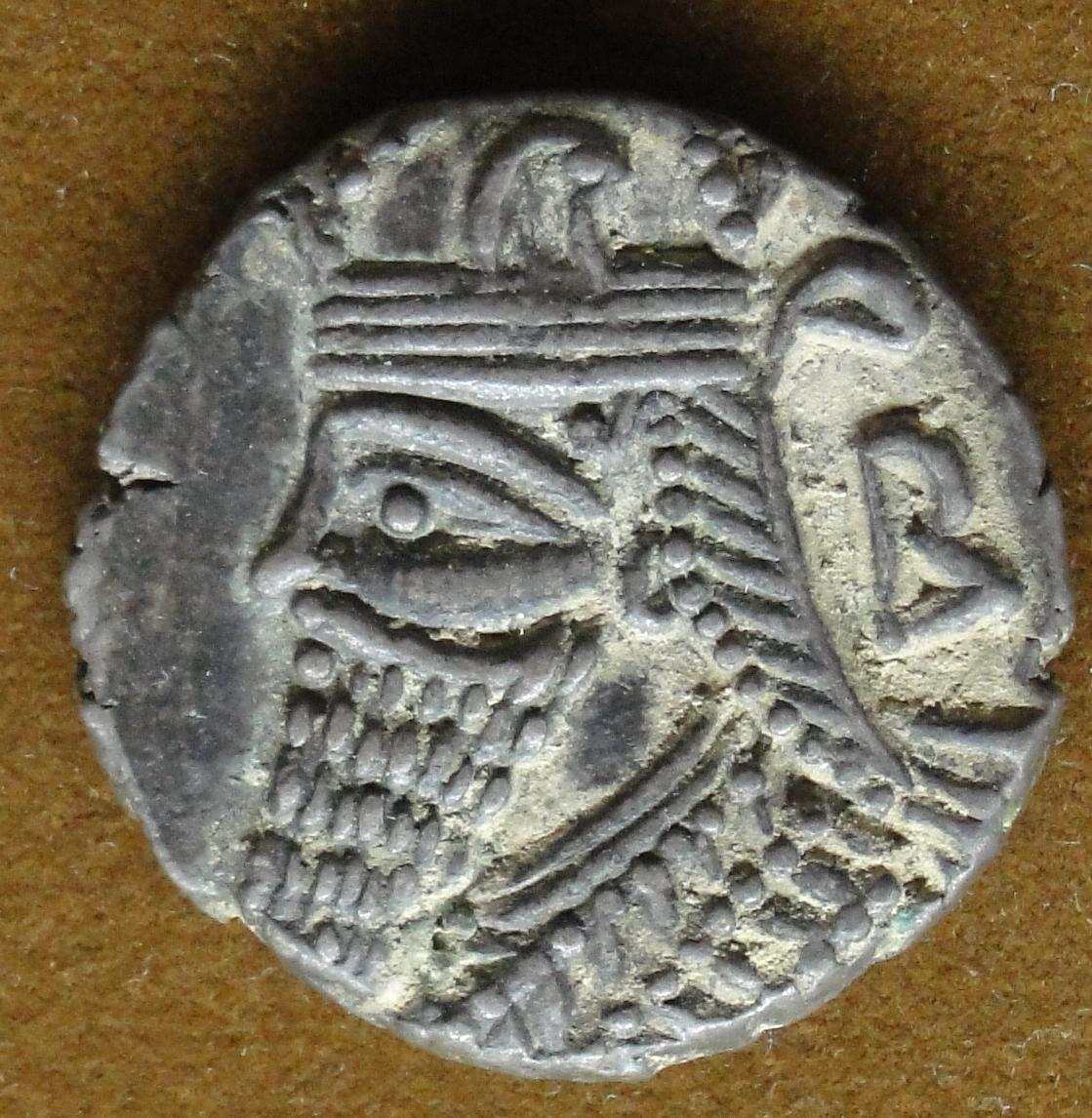
سکه نقره بلاش پنجم
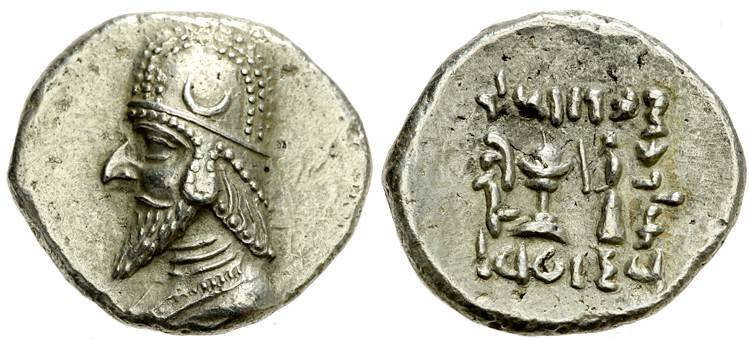
سکه داریوش دوم، پادشاه سلسله محلی پارس در زمان اشکانیان
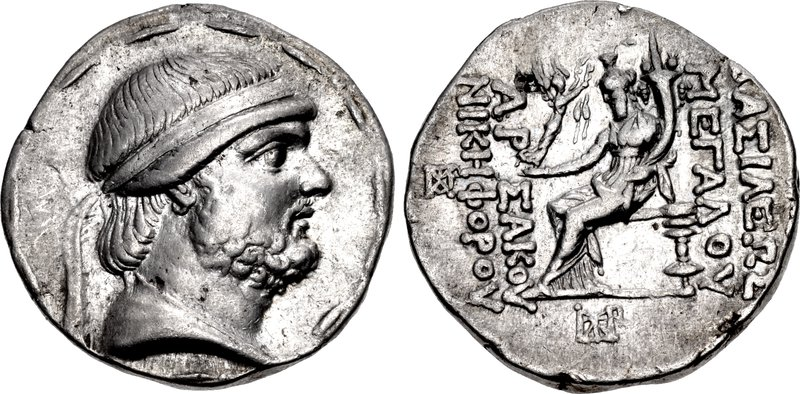
سکه فرهاد دوم ضرب سلوکیه
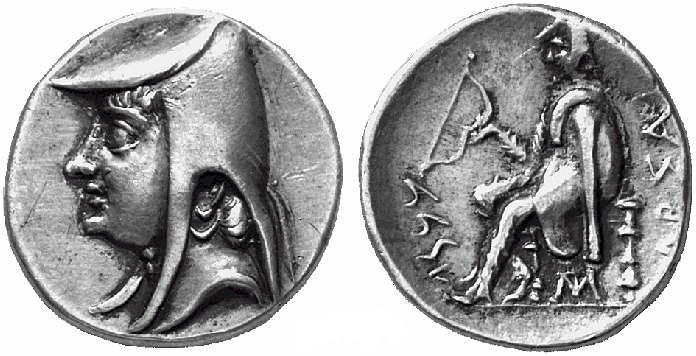
سکه ارشک یکم
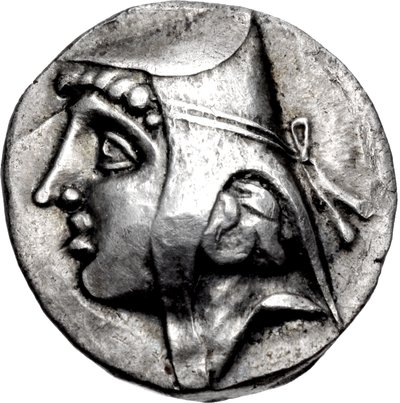
سکه ارشک دوم
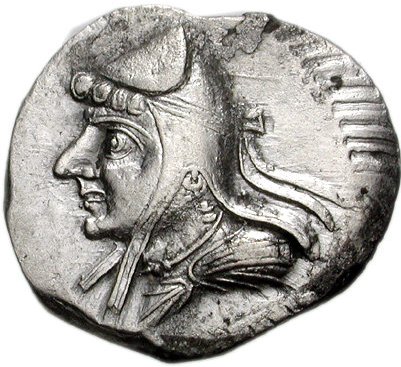
سکه فرهاد یکم ضرب صددروازه
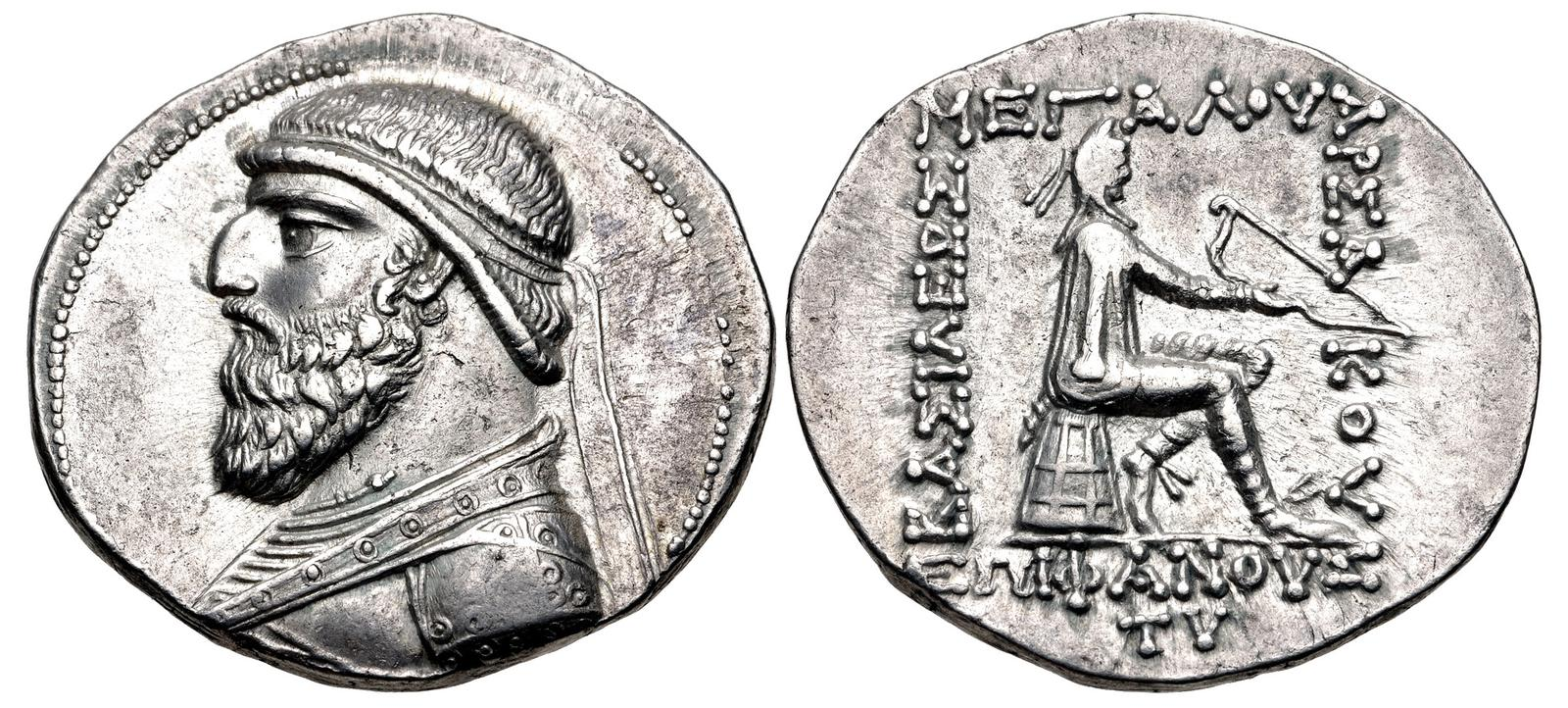
سکه مهرداد دوم ضرب سلوکیه
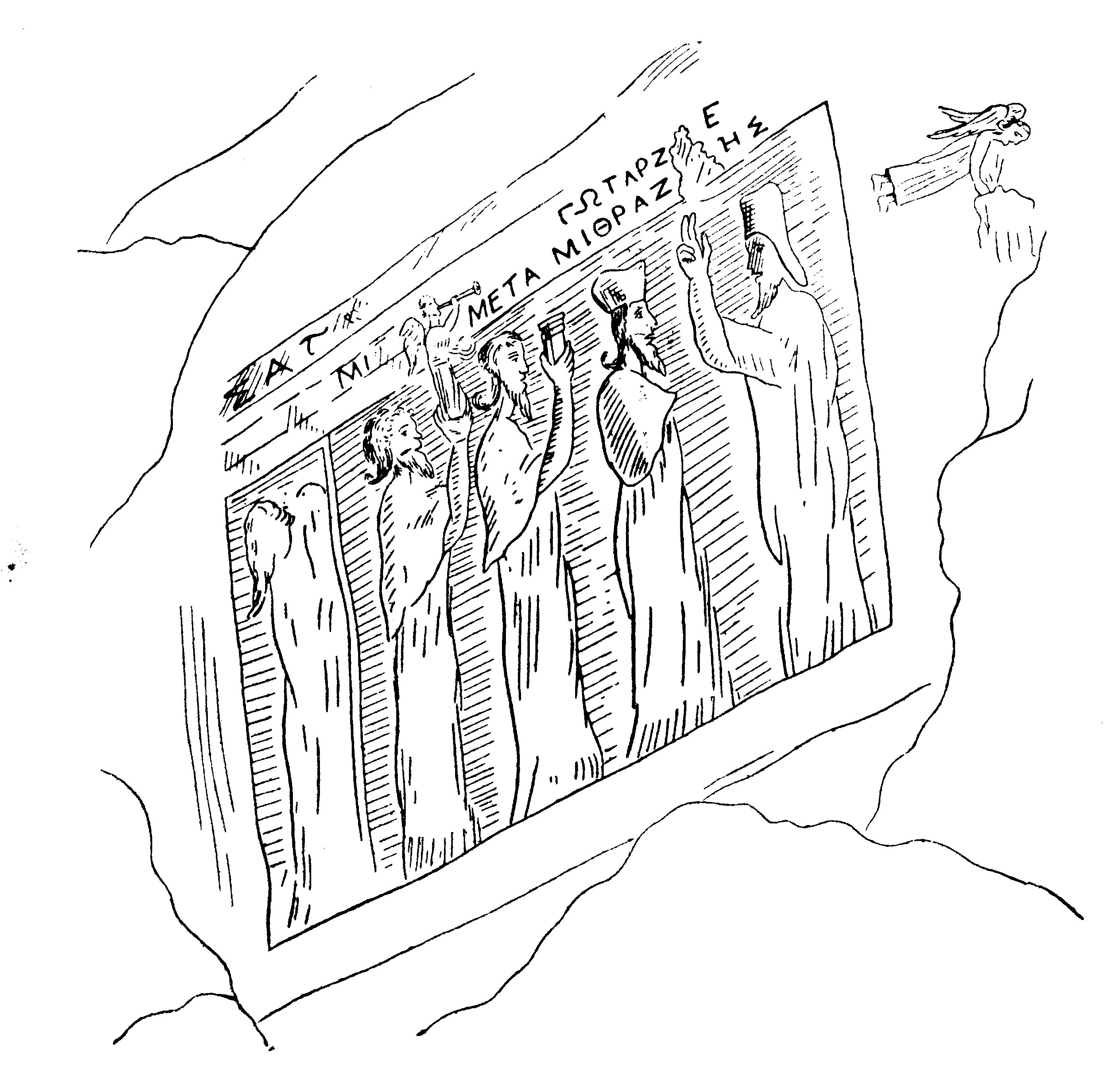
نقاشی میتیاتوری شده از نقش برجسته گودرز دوم
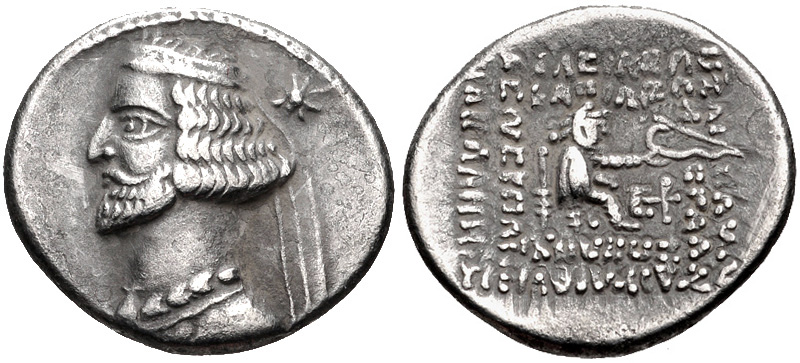
سکه مهرداد سوم
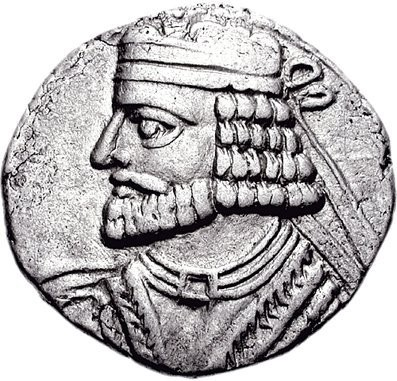
سکه بلاش یکم ضرب سلوکیه
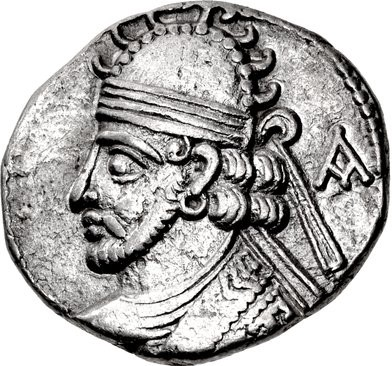
سکه پاکور دوم